# Championnat de Ligue Professionelle 1 2024-2025
La Ligue Professionelle 1 2024-2025 è stata la 99ª edizione della massima serie del campionato di calcio della Tunisia. La stagione è iniziata il 31 agosto 2024 e si è conclusa il 15 maggio 2025.
L'Espérance era la squadra campione in carica e si è riconfermata, vincendo il suo trentaquattresimo titolo nazionale. 

## Stagione

### Novità
Dalla stagione precedente è stato retrocesso l'Avenir Marsa, ultima classificata del girone retrocessione. Al suo posto dalla Ligue 2 sono state promosse JS Omrane, Espérance Zarzis e Gabès, in virtù della riforma del campionato che ha allargato il campionato a 16 squadre.

### Formula
La federazione calcistica della Tunisia ha attuato una riforma del campionato, passando da una formula a due gironi a una formula a girone unico da 16 squadre. Queste giocano partite di andata e ritorno, per un totale di 30 giornate. Al termine di esse, la squadra prima classificata è campione di Tunisia e si qualifica per la CAF Champions League 2025-2026 insieme con la seconda, mentre la terza classificata si qualifica per la Coppa della Confederazione CAF 2025-2026. 
Le ultime due classificate sono invece retrocesse in Ligue Professionelle 2. 

## Squadre partecipanti
| Squadra            | Città       | Stagione precedente |
| ------------------ | ----------- | ------------------- |
| Avenir Soliman     | Soliman     | 13° in Ligue 1      |
| Bizertin           | Biserta     | 8° in Ligue 1       |
| Club Africain      | Tunisi      | 6° in Ligue 1       |
| Étoile de Métlaoui | Métlaoui    | 11° in Ligue 1      |
| Étoile du Sahel    | Susa        | 5° in Ligue 1       |
| Espérance          | Tunisi      | Campione di Tunisia |
| Espérance Zarzis   | Zarzis      | Ligue 2             |
| Gabès              | Gabès       | Ligue 2             |
| Gafsa              | Gafsa       | 9° in Ligue 1       |
| JS Omrane          | Tunisi      | Ligue 2             |
| Olympique Béja     | Béja        | 7° in Ligue 1       |
| Sfaxien            | Sfax        | 3° in Ligue 1       |
| Stade Tunisien     | Tunisi      | 4° in Ligue 1       |
| Ben Guerdane       | Ben Gardane | 12° in Ligue 1      |
| Monastir           | Monastir    | 2° in Ligue 1       |
| Tataouine          | Tataouine   | 10° in Ligue 1      |

## Classifica
|                    | Pos. | Squadra            | Pt | G  | V  | N  | P  | GF | GS | DR  |
| ------------------ | ---- | ------------------ | -- | -- | -- | -- | -- | -- | -- | --- |
| Tunisia (bandiera) | 1.   | Espérance          | 66 | 30 | 19 | 9  | 2  | 57 | 22 | +35 |
|                    | 2.   | Monastir           | 62 | 30 | 17 | 11 | 2  | 42 | 11 | +31 |
|                    | 3.   | Étoile du Sahel    | 61 | 30 | 19 | 4  | 7  | 45 | 24 | +21 |
|                    | 4.   | Club Africain      | 56 | 30 | 16 | 8  | 6  | 36 | 19 | +17 |
|                    | 5.   | Espérance Zarzis   | 54 | 30 | 16 | 6  | 8  | 38 | 29 | +9  |
|                    | 6.   | Stade Tunisien     | 49 | 30 | 13 | 10 | 7  | 29 | 21 | +8  |
|                    | 7.   | Sfaxien            | 44 | 30 | 11 | 11 | 8  | 31 | 19 | +12 |
|                    | 8.   | Étoile de Métlaoui | 43 | 30 | 11 | 10 | 9  | 32 | 27 | +5  |
|                    | 9.   | Bizertin           | 35 | 30 | 9  | 8  | 13 | 29 | 28 | +1  |
|                    | 10.  | Ben Guerdane       | 32 | 30 | 7  | 11 | 12 | 30 | 34 | -4  |
|                    | 11.  | Olympique Béja     | 29 | 30 | 7  | 8  | 15 | 19 | 37 | -18 |
|                    | 12.  | Gabès              | 28 | 30 | 7  | 7  | 16 | 20 | 38 | -18 |
|                    | 13.  | Avenir Soliman     | 37 | 30 | 6  | 9  | 15 | 17 | 42 | -25 |
|                    | 14.  | JS Omrane          | 26 | 30 | 4  | 14 | 12 | 25 | 46 | -21 |
|                    | 15.  | Gafsa              | 22 | 30 | 6  | 4  | 20 | 24 | 43 | -19 |
|                    | 16.  | Tataouine          | 19 | 30 | 5  | 4  | 21 | 19 | 53 | -34 |

Legenda
      Campione di Tunisia e ammessa alla CAF Champions League 2025-2026.
      Qualificata per la CAF Champions League 2025-2026
      Ammessa alla Coppa della Confederazione CAF 2025-2026.
      Retrocessa in Ligue 2 2025-2026.
Note:
Tre punti a vittoria, uno a pareggio, zero a sconfitta.